# Helophorus obscurus
Helophorus obscurus är en skalbaggsart som beskrevs av Étienne Mulsant 1844. Helophorus obscurus ingår i släktet Helophorus och familjen halsrandbaggar. Arten är reproducerande i Sverige. Inga underarter finns listade i Catalogue of Life.